# Bela nebula
Bela nebula é uma espécie de lesma marinha, um gastrópode da família Mangeliidae. É a espécie-tipo do gênero Bela. Sua concha mede de 5 a 14 mm.